# Tarzan and the Valley of Gold
Tarzan and the Valley of Gold (Brasil: Tarzan e o Vale do Ouro ) é um filme norte-americano de 1966, do gênero aventura, dirigido por Robert Day e estrelado por Mike Henry e David Opatoshu.

## A produção
Após a rescisão do contrato com Jock Mahoney, o produtor Sy Weintraub passou dezoito meses à procura do novo Tarzan, que, em suas palavras, deveria ser "um Burt Lancaster mais jovem". Por fim, depois de mais de trezentos testes, foi escolhido Mike Henry, um jogador de futebol americano, com uma rala experiência diante dasvcâmeras. Henry, com cento e quinze quilos distribuídos por 1,91 metros de altura, tinha um corpo que parecia ter sido esculpido por Michelângelo. Além disso, o décimo-quarto Tarzan guardava uma surpreendente semelhança com o Homem Macaco dos quadrinhos, tal como desenhados por Hal Foster.
Depois de emagrecer vinte quilos, Henry e o restante da equipe voaram para o México, onde as filmagens seriam realizadas. Weintraub, que batizara a produção de Tarzan '65 e depois Tarzan '66, para mostrar que uma nova era se abrira para o herói, transformou esta versão do rei dos macacos numa espécie de James Bond das selvas, trajes leves de verão, bem educado, bom de conversa, enfim, o cavalheiro imaginado por Edgar Rice Burroughs, que se sentia em casa tanto na noite parisiense quanto no topo de uma árvore.
Às críticas de que a este Tarzan faltava a selvageria que também era uma de suas características, Weintraub respondeu que ela ainda existia, só que sob a superfície. "Ele ainda é um primitivo. Quando mata, é um matador pior que seu inimigo. Assim como o homem natural de Rousseau, Tarzan permanece na selva porque quer, não por ser obrigado", dizia.
Tarzan and the Valley of Gold marca a volta do chimpanzé Chita. O interesse feminino ficou com Nancy Kovack, em papel inicialmente pensado para Sharon Tate, que chegou a participar de uma sessão de fotos com Henry e um leão.
O filme foi rodado nos arredores de Acapulco, no Castelo de Chapultepec, nas ruínas astecas de Teotihuacán e nas gigantescas cavernas de Guerro. As filmagens foram bastante criticadas por ambientalistas, tendo Weintraub de fazer acordos com o Instituto Nacional de Antropologia e História para conseguir permissão de gravar em Teotihuacán por cinco dias. Um pedido de prorrogação do prazo foi ignorado. Antes da equipe retornar aos EUA, a agência do Governo responsável por toda a produção cinematográfica pediu para ver tudo que fora filmado. Eles queriam ter certeza de que não havia nada que pudesse envergonhar o país e seu povo.
Por essas e outras, Weintraub desistiu de filmar novamente no México. Ele agora mirava Madrid, onde tencionava realizar Tarzan, Spain. Entretanto, ele mudou de ideia e acabou voando para o Brasil, onde fez Tarzan, Brazil, que teve o título mudado para Tarzan and the Big River e, finalmente, Tarzan and the Great River.

## Sinopse
Tarzan abandona a vida da cidade grande, onde agora reside, e retorna à selva quando Ramel, um menino de dez anos, é raptado pelo criminoso internacional Vinaro. Vinaro, que costuma enviar relógios explosivos para seus inimigos, acredita que Ramel sabe o caminho para uma civilização perdida, onde abunda o ouro. Ele leva também a sensual Sophia, a quem mais tarde deixa para morrer com dinamite em volta do pescoço. Ajudado por Chita, um leão e uma onça, o rei das selvas recoloca as coisas nos eixos.

## Recepção crítica
Rodado entre agosto e outubro-novembro de 1965, o filme foi lançado em junho do ano seguinte. Margareth Hartford, do Los Angeles Times saudou a película com um "é divertido ter o Homem Macaco de volta, ainda que em um filme sem macacos... Henry é um Tarzan belo e destituído de humor, que fica bem em uma tanga". O crítico James Meade, do San Diego Union, confessou: "não sei como fazer crítica de músculos". A Photoplay disse que "este é um Tarzan que nem Johnny Weissmuller, nem Buster Crabbe reconheceriam".

## Elenco
| Ator/Atriz         | Personagem        |
| ------------------ | ----------------- |
| Mike Henry         | Tarzan            |
| David Opatoshu     | Vinaro            |
| Manuel Padilla Jr. | Ramel             |
| Nancy Kovack       | Sophia Renault    |
| Don Megowan        | Mr. Train         |
| Enrique Lucero     | Perez             |
| Edward Noriega     | Inspetor Talmadge |
| John Kelly         | Capitão Voss      |
| Francisco Riquerio | Mango             |
| Frank Brandstetter | Ruiz              |
| Carlos Rivas       | Romulo            |
| Jorge Beirute      | Rodriguez         |
| Oswald Olvera      | Antonio           |